# Парламентская ассамблея Черноморского экономического сотрудничества
Парла́ментская ассамбле́я Черномо́рского экономи́ческого сотру́дничества (ПАЧЭС или ПАОЧЭС; англ. Parliamentary Assembly of the Black Sea Economic Cooperation, PABSEC) — межпарламентская организация, орган Организации Черноморского экономического сотрудничества, созданный в 1993 году. Участниками ассамблеи являются 13 стран. ПАЧЭС призван содействовать парламентским методам экономического и гуманитарного сотрудничества между странами-членами.
Резиденция парламентской ассамблеи расположена в Стамбуле. Рабочими языками являются английский, французский, русский и турецкий. Официальный язык документов и переписки — английский.
Председатель ассамблеи меняется два раза в год. Действующий председатель ПАЧЭС — Мустафа Шентоп (Турция).

## История

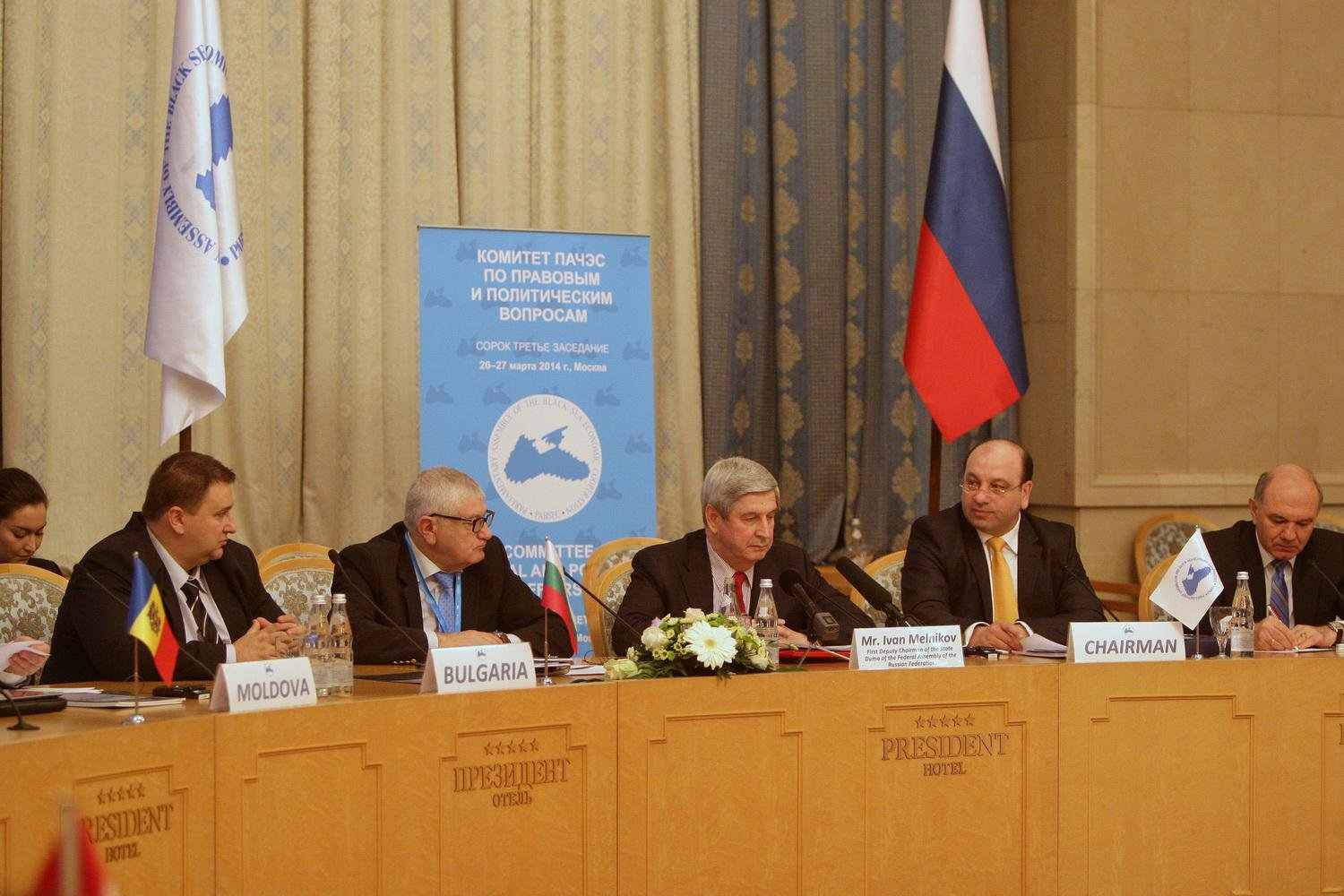
Заседание одного из комитетов ПАЧЭС, 2014

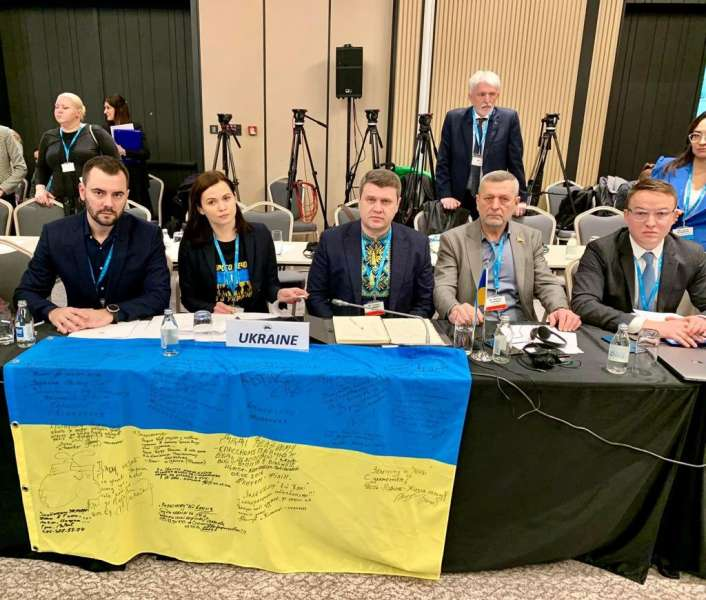
Украинская делегация в ПАЧЭС, 2022

Парламентская ассамблея Черноморского экономического сотрудничества была создана 26 февраля 1993 года спустя полгода после заключения 25 июня 1992 года 11 государствами Договора о черноморском экономическом сотрудничестве, положившему начало самой организации. Декларацию о создании совместного парламентского органа подписали председатели парламентов девяти стран — Албании, Армении, Азербайджана, Грузии, Молдовы, Румынии, России, Турции и Украины. Позднее к ним присоединились Греция (1995), Болгария (1997) и Сербия и Черногория (2004), Северная Македония (2021).
Учредительное собрание парламентской ассамблеи прошло в июне 1993 года. Тогда был принят регламент, избран руководящий орган и сформировано бюро. В 1998 году бюро было расформировано, а его функции были переданы постоянному комитету. Работа постоянного комитета состоит в контроле за исполнением решений парламентской ассамблеи, формулировании повестки дня, координации и налаживанию связей между ПАЧЭС и ОЧЭС.

## Финансирование
В первые два года существования организация полностью финансировалась Турцией. В 1996 году доля Турции в финансировании ПАЧЭС составил 2/3 от всего бюджета, а в 1997 году — 1/3. Переход к пропорциональному финансированию ПАЧЭС состоялся в 1998 году. 24 ноября 2005 года было принято единогласное решение о переходе на евро в качестве бюджетной валюты организации. В 2012 году Украина внесла взнос равный 13,8 % (143 тысячам евро) от всего бюджета организации. Взнос России в 2022 году составил 256 тысяч евро. В декабре 2022 года Россия приняла решение о приостановке выплаты взносов в ПАЧЭС.

## Состав

### Полноправные члены
Полноправными членами ПАЧЭС являются 13 государств:
- Албания (с 1993 года)
- Армения (с 1993 года)
- Азербайджан (с 1993 года)
- Болгария (с 1997 года)
- Грузия (с 1993 года)
- Греция (с 1995 года)
- Молдавия (с 1993 года)
- Северная Македония (с 2021 года)
- Румыния (с 1993 года)
- Россия (с 1993 года)
- Сербия (с 2006 года, с 2004 по 2006 — как Сербия и Черногория)
- Турция (с 1993 года)
- Украина (с 1993 года)

### Наблюдатели
Национальные парламенты
Статус наблюдателя ПАЧЭС имеют 6 государств:
- Белоруссия (с 23 ноября 2005) — статус наблюдателя временно приостановлен
- Германия (с 20 июня 2001)
- Египет (с 6 июня 1995)
- Израиль (с 11 декабря 1996)
- Словакия (с 29 ноября 2000)
- Франция (с 26 ноября 2002) — статус наблюдателя временно приостановлен

Межпарламентские организации
Наблюдателями ПАЧЭС являются также 15 межпарламентских организаций:
- Межпарламентская ассамблея СНГ (с июня 1993)
- Европейский парламент (с июня 1993)
- Межпарламентский союз (с июня 1993)
- Парламентская ассамблея НАТО (с июня 1993)
- Парламентская ассамблея Совета Европы (с июня 1993)
- Парламентская ассамблея ОБСЕ (с июня 1993)
- Парламентское измерение Центрально-Европейской Инициативы (с 9 декабря 2003)
- Парламентское собрание Союза Беларуси и России (с 11 июня 2003)
- Парламентская ассамблея Средиземноморья (с 12 июня 2003)
- Межпарламентская ассамблея православия (с 23 мая 2012)
- Парламентский союз государств — членов ОИК (с 23 мая 2012)
- Парламентская ассамблея тюркоязычных стран (с 27 ноября 2012)
- Парламентская конференция Балтийского моря (с 10 июля 2013)
- Парламентская сеть Всемирного банка (с 25 ноября 2015)
- Парламентская ассамблея Процесса сотрудничества в Юго-Восточной Европе (с 25 ноября 2015)

## Структура
Парламентская ассамблея ОЧЭС состоит из 81 представителя парламентов стран-участников организации. При этом делегатами ПАЧЭС не могут быть члены национальных правительств.
Члены Парламентской ассамблеи назначаются парламентами собственных государств на срок не меньший чем один год.
Численность делегаций каждой страны формируется исходя из численности населения государства. Согласно этому критерию были разработана группировка стран на шесть групп в зависимости от населения: 1-5 млн человек, 5-10 млн человек, 10-20 млн человек, 20-50 млн человек, 50-100 млн человек, и более 100 млн человек.
По состоянию на 2018 год имелось следующее представительство:
- 4 депутатов — Албания, Армения, Молдова
- 5 депутатов — Азербайджан, Болгария, Грузия
- 6 депутатов — Греция и Сербия
- 7 депутатов — Румыния
- 9 депутатов — Турция, Украина
- 12 депутатов — Россия

## Председатели
Председатель Парламентской ассамблеи ОЧЭС ротируются каждые полгода. Должность переходит от одного государства к другому в порядке английского алфавита.
- Мороз Александр (второе полугодие 1994)[8]
- Ткаченко Александр (второе полугодие 1999)[8]
- Миронов Сергей (2004)[9]
- Литвин Владимир (первое полугодие 2005)[8]
- Торосян Тигран (2006)[10]
- Литвин Владимир (первое полугодие 2011)[8]
- Асадов Октай (2012)[11]
- Усупашвили Давид (2013)[12]
- Меймаракис Вангелис (2014)[13]
- Нарышкин Сергей (2016)[14]
- Кахраман Исмаил (2017)[15]
- Парубий Андрей (2017)[16]
- Ручи Грамоз (первое полугодие 2018)[7]
- Баблоян Ара (второе полугодие 2018)[7]
- Асадов Октай (2019)[17]
- Талаквадзе Арчил (2020)[18]
- Орлич Владимир (2022)[19]
- Шентоп Мустафа (2023)[19]

## Заседания
Заседания ПАЧЭС проводились 59 раз. Наибольшее количество раз их принимала Турция (6 раз). В период пандемии COVID-19 заседания проводились в онлайн-формате. В связи со сложными межгосударственными отношениями ряд стран отказывалась принимать участие в заседаниях ПАЧЭС. Так Украина отказалась участвовать в заседании в Москве в 2016 году, а Россия не была приглашена на заседание в Киеве в 2017 году. Армения не принимала участие в работе заседания в Азербайджане в 2019 году.
1. Стамбул (июнь 1993)
2. Киев (декабрь 1993)
3. Бухарест (июнь 1994)
4. Тирана (декабре 1994)
5. Москва (июнь 1995)
6. Анкара (ноябрь 1995)
7. Баку (июнь 1996)
8. Тбилиси (декабрь 1996)
9. Афины (июнь 1997)
10. Кишинёв (декабрь 1997)
11. Бухарест (июнь 1998)
12. Санкт-Петербург (декабрь 1998)
13. Анкара (июнь 1999)
14. Киев (декабрь 1999)
15. Тирана (июнь 2000)
16. Ереван (ноябрь 2000)
17. Баку (июнь 2001)
18. София (декабрь 2001)
19. Тбилиси (июнь 2002)
20. Афины (ноябрь 2002)
21. Кишинев (июнь 2003)
22. Бухарест (декабрь 2003)
23. Санкт-Петербург (июнь 2004)
24. Анталья (ноябрь 2004)
25. Киев (июнь 2005)
26. Тирана (ноябрь 2005)
27. Ереван (июнь 2006)
28. Баку (ноябрь 2006)
29. Варна (июнь 2007)
30. Тбилиси (декабрь 2007)
31. Афины (июнь 2008)
32. Кишинёв (ноябрь 2008)
33. Бухарест (июнь 2009)
34. Москва (ноябрь 2009)
35. Белград (июнь 2010)
36. Трабзон (ноябрь 2010)
37. Киев (1-2 июля 2011)
38. Тирана (заседание бюро; ноябрь 2011)
39. Ереван (май 2012)
40. Баку (ноябрь 2012)
41. София (июнь 2013)
42. Тбилиси (декабрь 2013)
43. Афины (май 2014)
44. Афины (декабрь 2014)
45. Кишинёв (июнь 2015)
46. Бухарест (ноябрь 2015)
47. Москва (июнь 2016)
48. Белград (декабрь 2016)
49. Стамбул (июль 2017)
50. Киев (ноябрь 2017)
51. Тирана (июнь 2018)
52. Ереван (ноябрь 2018)
53. Баку (июнь 2019)
54. София (ноябрь 2019)
55. Грузия (онлайн; август 2020)
56. Греция (онлайн; ноябрь 2020)
57. Молдова (онлайн; июнь 2021)
58. Румыния (онлайн; ноябрь 2021)
59. Белград (декабрь 2022)